# Ministère luxembourgeois
Pour les autres articles nationaux ou selon les autres juridictions, voir ministère (gouvernement).
Au Luxembourg, un ministère est une structure administrative placée directement sous l'autorité du gouvernement. Son chef est un ministre membre de ce gouvernement.

## Compétences ministérielles
Les compétences ministérielles sont attribuées de la façon suivante :
- Luc Frieden, Premier ministre, ministre d'État ;
- Xavier Bettel, vice-Premier ministre, ministre des Affaires étrangères et européennes, de la Coopération, du Commerce extérieur et à la Grande Région ;
- Martine Hansen, ministre de l'Agriculture, de l'Alimentation et de la Viticulture ;
- Claude Meisch, ministre de l’Éducation nationale, de l’Enfance et de la Jeunesse, ministre du Logement et de l’Aménagement du territoire ;
- Lex Delles, ministre de l’Économie, des PME, de l’Énergie et du Tourisme ;
- Yuriko Backes, ministre de la Défense, ministre de la Mobilité et des Travaux publics, ministre de l'Égalité des genres et de la Diversité ;
- Max Hahn, ministre de la Famille, des Solidarités, du Vivre ensemble et de l’Accueil ;
- Gilles Roth, ministre des Finances ;
- Martine Deprez, ministre de la Santé et de la Sécurité sociale ;
- Léon Gloden, ministre des Affaires intérieures ;
- Stéphanie Obertin, ministre de la Digitalisation, ministre de la Recherche et de l’Enseignement supérieur ;
- Georges Mischo, ministre des Sports, ministre du Travail ;
- Serge Wilmes, ministre de l'Environnement, du Climat et de la Biodiversité, ministre de la Fonction publique ;
- Elisabeth Margue, ministre de la Justice, ministre déléguée auprès du Premier ministre, chargée des Médias et des Communications, ministre déléguée auprès du Premier ministre, chargée des Relations avec le Parlement ;
- Eric Thill, ministre de la Culture, ministre délégué au Tourisme.

## Liste des ministères
Les ministères portent la dénomination suivante :
- Ministère d'État ;
- Ministère des Affaires étrangères et européennes, de la Coopération, du Commerce extérieur et à la Grande Région ;
- Ministère de l'Agriculture, de l'Alimentation et de la Viticulture ;
- Ministère de la Culture ;
- Ministère de la Digitalisation ;
- Ministère de l'Économie ;
- Ministère de l'Éducation nationale, de l'Enfance et de la Jeunesse ;
- Ministère de l'Égalité des genres et de la Diversité ;
- Ministère de l'Énergie et de l'Aménagement du territoire ;
- Ministère de la Recherche et de l'Enseignement supérieur ;
- Ministère de l'Environnement, du Climat et de la Diversité ;
- Ministère de la Famille, des Solidarités, du Vivre ensemble et de l'Accueil ;
- Ministère des Finances ;
- Ministère de la Fonction publique ;
- Ministère des Affaires Intérieur ;
- Ministère de la Justice ;
- Ministère de la Mobilité et des Travaux publics ;
- Ministère des Affaires Intérieurs ;
- Ministère de la Santé et de la Sécurité sociale ;
- Ministère des Sports ;
- Ministère du Travail.